# Letharia vulpina
Espèce
Letharia vulpina est une espèce de lichens fruticuleux de la famille des Parmeliaceae indigène à l'Europe et à l'Amérique du Nord.

## Description
Le thalle de Letharia vulpina est de couleur vive, variant de jaune à chartreuse. Il est de forme fruticuleuse, c'est-à-dire qu'il adhère au substrat par une surface réduite, et qu'il forme des prolongements, dans ce cas des prolongements redressés. Il forme des touffes de 2 à 7 cm de diamètre, en général. La surface du thalle présente souvent une abondance de sorédies et d'isidies, structures impliquées dans la reproduction végétative.
L'espèce Letharia vulpina ne doit pas être confondue avec sa congénère Letharia columbiana, dont le thalle ne présente pas d'isidie ni de sorédie, mais plutôt des apothécies. De plus, ''Letharia columbiana est moins branchue.

## Répartition et habitat
On retrouve Letharia vulpina en Europe continentale et de l'Ouest, ainsi que dans l'Ouest de l'Amérique du Nord, dans le Nord-Ouest Pacifique. Ce lichen pousse sur le bois mort dépourvu d'écorce, le plus souvent dans les forêts sèches de conifères.

## Utilisations
En Californie, les Klamaths faisaient macérer des épines de porcs-épics dans un extrait de Letharia vulpina pour les teindre en jaune avant d'en faire des paniers.
Ce lichen a aussi été utilisé comme poison contre les loups et les renards. En effet, en Europe, on remplissait des carcasses de rennes avec le lichen pour en faire des appâts mortels pour les carnivores. Letharia vulpina contient de l'acide vulpinique, un composé toxique pour certains mammifères.

## Liste des formes et variétés

### Formes
Selon MycoBank (7 février 2023) :
- Letharia vulpina f. americana Gyeln., 1931
- Letharia vulpina f. barbata Schade, 1955
- Letharia vulpina f. californica (Lév. ex Nyl.) W.A.Weber, 1965
- Letharia vulpina f. composita Schade, 1955
- Letharia vulpina f. densa Schade, 1955
- Letharia vulpina f. europaea Gyeln., 1931
- Letharia vulpina f. gigantea Schade, 1955
- Letharia vulpina f. gracilis Schade, 1955
- Letharia vulpina f. gradlis Schade, 1955
- Letharia vulpina f. incomta (Ach.) H.Olivier, 1907
- Letharia vulpina f. intermedia Schade, 1955
- Letharia vulpina f. isidialia Gyeln., 1932
- Letharia vulpina f. nuda Schade, 1955
- Letharia vulpina f. pusilla Schade, 1955
- Letharia vulpina f. pygmaea Schade, 1955
- Letharia vulpina f. venosa Gyeln., 1932
- Letharia vulpina f. vulpina
- Letharia vulpina f. xantholina (Ach.) H.Olivier, 1907

### Variétés
Selon MycoBank (7 février 2023) :
- Letharia vulpina var. incomta (Ach.) Motyka, 1962
- Letharia vulpina var. vulpina
- Letharia vulpina var. xantholina (Ach.) Motyka, 1962

## Systématique
Le nom correct complet (avec auteur) de ce taxon est Letharia vulpina (L.) Hue, 1899,.
L'espèce a été initialement classée dans le genre Lichen sous le basionyme Lichen vulpinus L., 1753.
Letharia vulpina a pour synonymes :
- Alectoria vulpina (L.) Mudd, 1861
- Chlorea vulpina var. vulpina (L.) Nyl., 1855
- Chlorea vulpina (L.) Nyl., 1855
- Cornicularia vulpina (L.) DC., 1805
- Evernia vulpina (L.) Ach., 1810
- Lichen vulpinus L., 1753
- Nylanderaria vulpina (L.) Kuntze
- Parmelia vulpina (L.) Ach., 1803
- Rhytidocaulon vulpinum (L.) Elenk., 1916
- Usnea vulpina (L.) Hoffm., 1796

## Publication originale
- (la) A. M. Hue, « Lichenes Extra-Europaei a pluribus collectoribus ad Museum Parisiense missi », Nouvelles archives du muséum d'histoire naturelle, Paris, 4e série, vol. 1,‎ 1899, p. 27-220 (ISSN 0766-7248, lire en ligne).